# Червона книга Республіки Башкортостан
Черво́на кни́га Респу́бліки Башкортоста́н (рос. Красная книга Республики Башкортостан), у повсякденному слововжитку Черво́на кни́га Башкортоста́ну — перелік рідкісних видів тварин і рослин, що перебувають під загрозою зникнення на території Республіки Башкортостан (РБ).

## Опис
У 1984 році вийшло перше неофіційне видання Червоної книги Башкирської АРСР, а в 1987 році її перевидали з невеликими змінами (виключено 3 і додано 17 видів). До складу останньої редакції увійшли 184 види вищих судинних рослин та 154 види тварин.
Червона книга має статус офіційного документа.
Червона книга Республіки Башкортостан складається із 3 томів:
- Перший том Червоної книги РБ (2001) включив у себе 232 види рідкісних і зникаючих вищих судинних рослин. 26 з них занесені в Червону книгу Російської Федерації.
- Другий том (2002) включив у себе 60 видів мохоподібних, водоростей, лишайників та грибів. Чотири види лишайників, п'ять видів грибів занесені до Червоної книги Росії, вісім видів — до Червоної книги мохоподібних Європи.
- Третій том (2003). Збіднення фауни Башкирії стало настільки серйозною проблемою, що фахівці вирішили взяти під законодавчий захист рідкісні види звірів і птахів. У Башкортостані законодавчо захищені 112 видів тварин. У третьому томі Червоної книги (2003), присвяченому тваринам, перераховані 29 види безхребетних, 7 — риб, 3 — земноводних, 6 — плазунів, 49 — птахів, 18 видів ссавців.

У даний час на охоронюваних природних територіях республіки під захистом такі тварини, як лось, марал, сарна, ведмідь, рись, бобер, борсук, бабак степовий, кабан, норка європейська, хохуля тощо.
За чотири століття з території Башкортостану зникли 10 видів тварин, це тарпан, олень північний, сайгак, росомаха, соболь, гриф чорний, сип білоголовий, дрохва, пелікан кучерявий, білорибиця.
Червона книга РБ охоплює не тільки тих тварин, які вже виявилися рідкісними, тобто які на межі зникнення, але і тих, які можуть доповнити цей список найближчим часом.
У Червоній книзі РБ описані Правила добування об'єктів тваринного і рослинного світу, що належать до видів, як занесені до Червоної книги Республіки Башкортостан, та відповідальність за порушення цих правил.
За змістом Червоної книги РБ стежить Міністерство природокористування та екології Республіки Башкортостан, яке регулярно уточнює і доповнює перелік тварин і рослин, здійснює перевидання книги і оновлення її інтернет-видань.
У 2011 році перевидано перший том Червоної книги РБ «Рослини і гриби». Із тома, порівняно з виданням 2001 року, виключено: покритонасінні — 31 вид, голонасінні — 1; папоротеподібні — 1 і 18 мікроскопічних водоростей.
У 2014 році очікувалось перевидання третього тому Червоної книги («Тварини»).

## Категорії статусу кількості численності
Категорії статусу кількості численності видів (підвидів, популяцій), занесених до Червоної книги Республіки Башкортостан, визначаються за наступною шкалою:
| Категорія статусу кількості численності | Тварини | Рослини та гриби |
| --------------------------------------- | --- | --- |
| 0 — Імовірно зниклі                     | Такі, що раніше мешкали на території Республіки Башкортостан, перебування яких у природі не підтверджено (для безхребетних — в останні 100 років, для хребетних — в останні 50 років).                                       | Відомі раніше на території Республіки Башкортостан, перебування яких у природі не підтверджено в останні 50 років, але можливість їх збереження виключити не можна.                                                                      |
| 1 — Перебувають під загрозою зникнення  | Чисельність яких зменшилась до критичного рівня таким чином, що найближчим часом вони можуть зникнути. | Чисельність особин яких зменшилася до такого рівня або кількість їх місцезнаходжень настільки зменшилась, що найближчим часом вони можуть зникнути.                                                                                      |
| 2 — Скорочуються в чисельності          | З чисельністю, що неухильно скорочується при продовженні дії лімітуючих факторів можуть в короткі терміни потрапити в категорію «перебувають під загрозою зникнення».                                                        | З чисельністю, що неухильно скорочується при подальшому впливі факторів, що знижують чисельність, можуть в короткі терміни потрапити в категорію «перебувають під загрозою зникнення».                                                   |
| 3 — Рідкісні                            | Такі, що мають природну низьку чисельність і (або) розповсюджені на обмеженій території або спорадично поширені на значних територіях.                                                                                       | З природною малою чисельністю, що зустрічаються на обмеженій території або спорадично поширені на значних територіях, для виживання яких необхідне прийняття спеціальних заходів охорони.                                                |
| 4 — Невизначені за статусом             | Які, ймовірно, належать до однієї з попередніх категорій, але достатніх відомостей про їх стан у природі в даний час немає, або вони не повною мірою відповідають критеріям всіх інших категорій.                            | Які, ймовірно, належать до однієї з попередніх категорій, але достатніх відомостей про їх стан у природі в даний час немає, або вони не повною мірою відповідають критеріям інших категорій, але потребують спеціальних заходів охорони. |
| 5 — Відновлювані та відновлюються       | Чисельність та поширення яких під впливом природних причин або внаслідок вжитих заходів охорони почали відновлюватися і які наближаються до стану, коли не будуть потребувати термінових заходів по збереженню і відновленню | — |